# Banjār
Banjār är en ort i Indien.   Den ligger i distriktet Kulu och delstaten Himachal Pradesh, i den norra delen av landet, 300 km norr om huvudstaden New Delhi. Banjār ligger 1 442 meter över havet och antalet invånare är 1 351.
Terrängen runt Banjār är huvudsakligen mycket bergig. Banjār ligger nere i en dal. Runt Banjār är det ganska tätbefolkat, med 134 invånare per kvadratkilometer. Det finns inga andra samhällen i närheten. I omgivningarna runt Banjār växer i huvudsak blandskog.